# Hán Minh Đế
Hán Minh Đế (chữ Hán: 漢明帝; 15 tháng 6, 28 – 5 tháng 9, 75), húy Lưu Trang (劉莊), cũng gọi Hán Hiển Tông (漢顯宗), là vị Hoàng đế thứ hai của nhà Đông Hán, cũng như là Hoàng đế thứ 17 của triều đại nhà Hán trong lịch sử Trung Quốc, trị vì từ ngày 29 tháng 3 năm 57 đến khi qua đời, tổng cộng 18 năm.
Trong lịch sử nhà Đông Hán, Minh Đế được coi là một Hoàng đế tài giỏi, không chỉ giữ được sự hưng thịnh từ cha mình là Hán Quang Vũ Đế mà còn phát huy cùng phát triển thêm nữa. Khi ông chấp chính, tuy không theo chủ trương dựa vào "nhu" để trị nước như cha mình Hán Quang Vũ Đế mà thi hành sự thống trị hà khắc nhưng vẫn có những công lao nhất định. Ông củng cố chính quyền, thu phục được Hung Nô và Tây Vực, mở đường cho Phật giáo phát triển, mở ra sự giao lưu văn hóa giữa Trung Quốc và Tây Á.
Thời kỳ trị vì của ông, cùng với con trai Hán Chương Đế được gọi là Minh Chương chi trị (明章之治).

## Thân thế

### Thời thơ ấu
Nguyên tên ông là Lưu Dương (劉陽), sinh vào ngày Giáp Thân tháng 5 âm lịch năm Kiến Vũ thứ 4 (28), tức ngày 15 tháng 6 năm 28 dương lịch, là Hoàng tử thứ tư của Hán Quang Vũ Đế Lưu Tú, mẹ là Âm Lệ Hoa, người cùng quê Tân Dã, Nam Dương với Lưu Tú. Ông ra đời khi Quang Vũ Đế đã lên ngôi và đang hoàn thành việc đánh dẹp các chư hầu, thống nhất thiên hạ loạn lạc từ cuối thời nhà Tân. Khi đó, mẹ ông Âm Lệ Hoa vẫn đang là phong vị Quý nhân.
Lưu Dương được hạ sinh tại huyện Nguyên Thị. Đây là một lần sinh nở khó hiểu, vì Âm Lệ Hoa khi đó đã mang thai, thế mà Quang Vũ Đế vẫn kiên quyết đem bà đi theo hành quân, lại ở huyện thôn hẻo lánh hạ sinh Hoàng tử. Khi Lưu Dương vừa sinh, Quang Vũ Đế vui lắm, đánh giá ngũ quan sáng ngời như Đế Nghiêu thời thượng cổ, lại lấy biểu tượng màu đỏ của ánh dương đặt tên Hoàng tử là "Dương", biểu thị sự coi trọng cùng yêu thích của ông đối với đứa con này của Âm Lệ Hoa.
Năm Kiến Vũ thứ 13 (37), Lưu Dương được 10 tuổi, Quang Vũ Đế khen ngợi gọi là Ngô Quý Tử (吴季子), điều này càng làm triều đình chấn động. Vì ở thời Xuân Thu, có Ngô Quý Tử, cũng gọi Ngô Quý Trát, là con trai thứ tư của Ngô vương Ngô Thọ Mộng, vốn dĩ không có tư cách kế thừa Vương vị, nhưng Thọ Mộng lại hi vọng đứa con này kế thừa, cho nên con cả của Thọ Mộng là Ngô Chư Phàn quyết liệt xin nhường Trữ vị cho Quý Tử, nhưng Quý Tử kiên quyết từ chối. Nhìn đây có thể suy ra, Quang Vũ Đế thực sự mong Lưu Dương kế vị, nhưng lại sợ gia tộc họ Âm sẽ là điều liên lụy Lưu Dương, khiến Lưu Dương không thể kế vị. Thế nhưng, Lưu Dương khi nghe xong lại nói:"Ngu dốt vô cùng!", cho thấy thái độ không chịu nhường ai của Lưu Dương.

### Lập làm Thái tử
Năm Kiến Vũ thứ 15 (39), ông được phong làm Đông Hải công (東海公). Năm thứ 17 (41), được phong Đông Hải vương (東海王).
Bấy giờ, Hán Quang Vũ đế đã lập con lớn của Hoàng hậu Quách Thánh Thông là Lưu Cương làm Hoàng thái tử. Tuy vậy, Hán Quang Vũ đế rất sủng ái mẹ ông là Âm Quý nhân, cộng thêm lúc trước Âm thị vốn là nguyên phối phu nhân, nên Quang Vũ Đế luôn tìm cách cho hai mẹ con Lưu Dương có được địa vị. Từ đó, Quang Vũ đế có ý định phế ngôi vị Thái tử của Lưu Cương để dành cho Lưu Dương.
Năm Kiến Vũ thứ 17 (41), Quang Vũ Đế Lưu Tú lấy lý do: 「Hoài thế oán đỗi, sổ vi giáo lệnh, bất năng phủ tuần tha tử, huấn trường dị thất; 懷勢怨懟，數違教令，不能撫循他子，訓長異室」, ra chỉ phế truất Quách hậu, lập Âm thị làm Hoàng hậu. Quách hậu sau khi bị phế truất, vẫn được thiện đãi, song Hoàng thái tử Lưu Cương nhận thấy địa vị của mình không chắc chắn, từ vị trí "Đích trưởng tử" bây giờ trở thành "Thứ trưởng tử", danh không chính ngôn không thuận, nên đã nghe theo thầy học Chất Uẩn (郅恽) khuyên can, nhiều lần thỉnh cầu lên Quang Vũ Đế chủ động được từ bỏ ngôi vị. Từ đây, Đông Hải vương Lưu Dương lấy thân phận Đích trưởng tử ở trong triều đình tham dự chính vụ.
Năm Kiến Vũ thứ 19 (43), mùa xuân, Đông Hải vương Lưu Dương bình định Thiền vu Đan Thần (单臣), công lao hiển hách. Tháng 6 năm đó, Quang Vũ Đế lập Lưu Dương làm Hoàng thái tử, cải tên thành Lưu Trang, còn Thái tử Lưu Cương bị giáng phong làm Đông Hải vương. Từ trước, lúc Lưu Cương làm Thái tử, Quang Vũ Đế vẫn mãi không cho Lưu Cương tức vị Đông Cung, nên nghi chế cùng quan viên cần thiết vẫn chưa được thiết lập, từ khi Lưu Trang được sách lập, mới bắt đầu định quy chế triều nghi, cách thức Thái tử ngự triều như thế nào, cũng mới dần được ghi chép rõ ràng.
Năm Kiến Vũ trung nguyên thứ 2 (57), ngày 29 tháng 3, Hán Quang Vũ Đế Lưu Tú băng hà, Thái tử Lưu Trang lên nối ngôi, tức là Hán Minh đế. Khi đó ông đã 29 tuổi.

## Cai trị

### Củng cố chính quyền
Thời Hán Quang Vũ Đế, xét thấy Vương Mãng soán vị tất cả là vì ngoại thích, nên Quang Vũ Đế luôn dùng hết mức hạn chế ngoại thích, nhưng đồng thời lại lợi dụng ngoại thích để phòng bị tôn thất. Sau khi Đại tư mã Ngô Hán mất, Quang Vũ Đế muốn dùng cậu em vợ Âm Hưng thay thế chức Đại tư mã mà không thành, thế nhưng vẫn dùng con rể Lương Tùng (梁松) làm phụ chính cho Tân hoàng đế.
Sau khi Lưu Trang kế vị, xây dựng Vân Đài nhị thập bát tướng, mà không đem cha vợ là Mã Viện đưa vào danh sách tranh vẽ. Đối với các đại thần mà nói, điều này chứng tỏ Lưu Trang muốn phát tín hiệu, tiếp tục kiềm chế ngoại thích. Tiếp theo đó, ông bắt đầu đối phó với các đại thần không ủng hộ mình, tức là những nhóm cường hào có thế lực. Lưu Trang tự mình quyết định tập trung quyền lực vào bản thân, nắm toàn bộ quyền bính, không cho phép bất kỳ cường hào hay ngoại thích có thể lợi dụng chính mình. Sau khi suy tính, Lưu Trang trong vài tháng sẽ nắm lấy binh quyền về kinh đô, từng bước khống chế những huyện ở xung quanh kinh đô. Thế lực của ông càng lớn mạnh.
Ông áp dụng ba chiến lược: 
- Một là quy tụ những lão thần trung thành như Đặng Vũ làm Thái phó, Triệu Hý làm Thái úy, hình thành trung tâm quyền lực.
- Ra sức lôi kéo những anh chị em ủng hộ mình, làm như vậy thì trong họ hàng thân thích sẽ không còn kẻ thù địch nữa. Trong đó phải kể đến em trai cùng mẹ với Lưu Trang là Đông Bình vương Lưu Thương, được phong chức Phiêu Kỵ tướng quân quản lý một đại lượng binh quyền.
- Ba là đại xá thiên hạ, tiếp tục thi hành chính sách khoan thư sức dân của Hán Quang Vũ Đế Lưu Tú.

Đối với quan viên, Lưu Trang cực kỳ nghiêm khắc. Chính bởi vì phụ thân Quang Vũ Đế thi hành biện pháp chính trị mềm dẻo phù hợp với thời gian đầu, đến khi Lưu Trang lên ngôi đã là không phù hợp, hơn nữa các đại lão thần quy phục chính là vì Quang Vũ Đế, còn bản thân Lưu Trang chưa thực sự được đại bộ phận trong triều ủng hộ cùng quy thuận. Ông tiến hành nghiêm khắc khảo sát cùng truất trắc, mọi việc từ Thượng thư đài quản lý quan viên, Lưu Trang luôn có giám sát chặt chẽ, lại quy định ra điều mục mỗi năm sẽ khảo sát quan lại địa phương, cực kỳ nghiêm ngặt không hề lơi lỏng. Đối với việc tuyển quan lại, Lưu Trang nghiêm khắc dựa vào tài cán, mà không lựa chọn xuất thân. Em gái ông là Quán Đào công chúa Lưu Hồng Phu (劉紅夫) từng xin cho một người con trai làm chức Câu lang, cũng bị Lưu Trang cự tuyệt, chỉ thưởng vàng và tiền mà thôi.
Đối với dân chúng, Lưu Trang quan tâm giúp dân nghèo, người ốm. Đồng thời, ông hạ lệnh giảm tô thuế cho những nơi bị thiên tai mất mùa, mang một phần ruộng công ra phát cho những người không có ruộng. Ông quan tâm sửa sang, đắp thêm đê điều, trọng dụng Vương Cảnh, Vương Ngô vào việc trị thủy. Vương Cảnh đã chỉ huy đào con kênh hơn 1000 dặm từ Vinh Dương đến Hải Khẩu có tác dụng đảm bảo tưới tiêu, phân dòng chống lũ lụt.

### Khắc nghiệt thân tộc
Sau khi Lưu Trang kế vị, rất nhiều kẻ âm mưu cướp ngôi. Bởi ông là con trai thứ 4 mà được làm Hoàng thái tử nên rất nhiều anh em của ông cho là không hợp lễ, hầu như đều rất bất mãn. Lúc này em trai của Lưu Trang là Quảng Lăng vương Lưu Kinh cũng đố kỵ với ông.
Quảng Lăng vương Lưu Kinh là em cùng mẹ của Lưu Trang, khi còn trẻ cũng là người có tài cán, do không chịu phục bởi anh trai nên luôn dòm ngó Hoàng vị. Bấy giờ, Lưu Kinh sai người bắt chước nét chữ của anh trai Quách hoàng hậu là Quách Huống, viết thư cho Đông Hải vương Lưu Cương khuyên Cương dấy binh làm loạn, nên noi gương Hán Cao Tổ dấy binh mà đoạt được thiên hạ. Đông Hải vương Lưu Cương là người nhút nhát, sợ hãi chạy đến thanh minh với Lưu Trang, giao nộp bức thư. Sau khi Lưu Trang tra xét biết được là do Lưu Kinh làm thì ông vẫn không trách cứ, chỉ lưu đày Lưu Kinh đến đất phong Quảng Lăng. Đi đất phong, Lưu Kinh hỏi tướng sĩ:"Ta lớn lên giống Tiên đế, mà Tiên đế năm 30 tuổi làm Hoàng đế. Nay ta cũng 30 tuổi, nên hay không khởi binh dây nên cơ nghiệp?". Tướng sĩ hoảng sợ, báo lên cho quận quốc quan viên, tấu trình lên Lưu Trang những lời nói này của Lưu Kinh. Thế nhưng Lưu Trang lại không có truy cứu. Về sau, Lưu Kinh phạm tội trong việc hiến tế, bị quan viên của quận quốc truy cứu, nên sợ hãi mà tự sát.
Năm Vĩnh Bình thứ 13 (70), có người tố cáo Sở vương Lưu Anh mưu phản. Sở vương Lưu Anh là người anh khác mẹ của Lưu Trang, đương khi Lưu Trang còn là Thái tử thì Lưu Anh đối với ông tương đối không tồi, còn giúp Lưu Trang trong rất nhiều công vụ. Nhưng từ khi Lưu Trang kế vị, Lưu Anh luôn tỏ ra bất mãn, cho khắc kim quy ngọc hạc, tích cực chuẩn bị tạo phản. Có người tố cáo Lưu Anh lên, nhưng Lưu Trang không đành lòng nên chỉ lưu đày Lưu Anh. Bị lưu đày, Lưu Anh tự sát, Lưu Trang liền tìm được danh sách kết giao của Lưu Anh đối với các nhân sĩ khác. Lưu Trang dựa vào quyển sổ này của Lưu Anh, ghép tội cho tất cả những hoàng thân, vương hầu, quan lại mà ông muốn báo thù, tạo thành một vụ án lớn liên quan đến mấy ngàn người. Sau khi xem xét hồ sơ vụ án, biết rằng có rất nhiều người bị oan nhưng Lưu Trang vẫn phê chuẩn. Chỉ một bước mà Lưu Trang đã hoàn thành mục đích của mình.
Sau này, hai người con trai của Quách hoàng hậu là Tế Nam vương Lưu Khang cùng Trung Sơn vương Lưu Yên tụ tập khách khứa, mưu đồ phản nghịch, nhưng tính chất lại không nghiêm trọng như Lưu Kinh cùng Lưu Anh, nên chỉ bị cắt đất phong. Tiếp theo đó, em trai của Âm Thái hậu là Âm Tựu (陰就) có một con trai tên Âm Phong (陰豐), đã lấy em gái út của Lưu Trang là Ly Ấp công chúa Lưu Thụ (劉绶), thế nhưng trong một lần đã ra tay hại chết công chúa. Lưu Trang tức giận, mặc kệ cho lúc đó vẫn còn có Âm Thái hậu, Lưu Trang xử tử Âm Phong. Hai vợ chồng Âm Tựu cũng theo đó mà tự sát.

### Hạn chế cường hào
Đối với các cường hào ỷ vào chiến công mà hống hách, Lưu Trang cũng đặc biệt thẳng tay. Khi đó, Đậu Dung (竇融), vốn là hậu duệ 7 đời của Đậu Quảng Quốc (竇廣國) - em trai của Hiếu Văn Đậu hoàng hậu thời Tây Hán. Vì có công lao thời gian đầu khai quốc, nhà họ Đậu leo lên đến vị trí cực cao, khó tránh khỏi gia môn tử đệ cậy quyền mà làm bậy.
Từ thời Quang Vũ Đế, Đậu Dung đã có công mà phong làm đến tận Đại tư không, thuộc hàng Tam công trong triều, lại gia thêm tước hiệu An Phong hầu (安豐侯), thực ấp 4 huyện lớn. Nhà họ Đậu một môn có tới 3 người cưới công chúa: Đậu Mục (竇穆) thú Nội Hoàng công chúa (內黃公主); Đậu Huân (竇勛) thú con gái Đông Hải vương Lưu Cương là Tỉ Dương công chúa (沘陽公主); còn Đậu Cố (竇固) thú con gái thứ hai của Quang Vũ Đế là Niết Dương công chúa Lưu Trung Lễ (劉中禮). Đậu Huân cùng Đậu Hiến, cậy sủng mà kiêu, ỷ thế hiếp người.
Năm Vĩnh Bình thứ 2 (59), con trai của người anh trong họ của Đậu Dung là Đậu Lâm (竇林) nhân tội xử tử, Lưu Trang nhân đó xuống chiếu mắng Đậu Dung, lại dẫn việc Đậu Anh (竇嬰) cùng Điền Phấn (田蚡) khi trước, ép Đậu Dung cáo bệnh mà bị tạm giam trong phủ đệ, tạm treo ấn và dây triện. Năm thứ 5 (61), Đậu Mục vì muốn lấy đất Lục An, bèn giả mạo ý chỉ của Âm Thái hậu, khiến Lục An hầu cưới con gái mình để lấy đất. Sự việc bị phát hiện, Đậu Mục bị bãi miễn, cả nhà họ Đậu trừ Đậu Dung đều bị trục xuất khỏi Lạc Dương mà quay về cố hương Phù Phong. Đậu Dung cũng bị Lưu Trang trách cứ, sợ tới mức phải từ quan, không lâu sau thì chết. Đậu Mục nhân có đại xá, được quay lại kinh sư, nhưng Lưu Trang phái người nghiêm khắc giám thị bọn họ. Cảm thấy chán nản, Đậu Mục có lời oán trách, tìm cách hối lộ quan lại để mở đường công danh, thế là Lưu Trang cho người bắt Đậu Mục cùng hai con trai là Tuyên, Huân vào ngục mà chết ở đấy.

### Khắc chế Hung-Tây

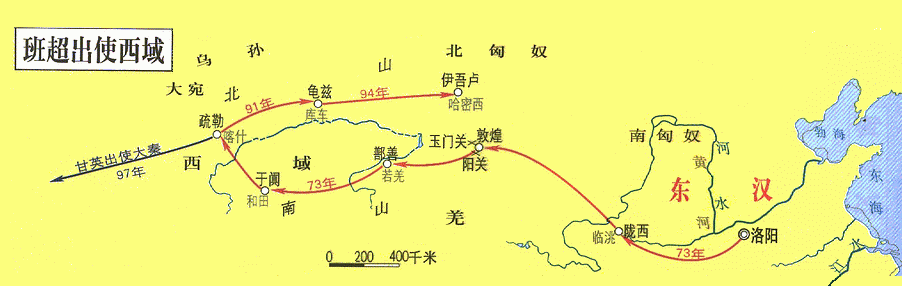
Hành trình khám phá Tây Vực của Ban Siêu.

Thời Hán Quang Vũ Đế còn tại vị, do chính sách bình ổn đóng cửa với bên ngoài đã làm Hung Nô trỗi dậy, chia làm Bắc Hung Nô cùng Nam Hung Nô. Trong đó Nam Hung Nô chủ động yêu cầu nội phụ, Quang Vũ Đế sắc phong Nam Hung Nô, còn thực hiện chính sách Hòa thân. Bắc Hung Nô nhìn Nam Hung được lợi từ nhà Hán, cũng yêu cầu Hòa thân. Quang Vũ Đế vì thế cùng nhóm công khanh thương lượng, nhất thời khó có thể quyết định. Khi ấy, Lưu Trang còn là Thái tử, chủ trương không nên hòa hảo với Bắc Hung Nô, chỉ ra rằng bởi vì Bắc Hung Nô thấy Hán triều cùng Nam Hung Nô giao hảo, sợ bị cô lập, nay đáp ứng yêu cầu của họ, ngược lại càng khiến Bắc Hung Nô không còn tâm thế kiêng dè. Hán Quang Vũ Đế thấy Thái tử nói có lý, bèn không đáp ứng yêu cầu của Bắc Hung Nô.
Từ năm 65 đến năm 72, Lưu Trang bãi bỏ chính sách hà khắc của nhà Tân, đại bộ phận cư dân không còn sự ràng buộc, mối quan hệ giữa Hán và Hung Nô lại trở nên tốt đẹp. Thế nhưng Lưu Trang vẫn còn tâm lý tiêu trừ Bắc Hung Nô để đạt được kết cục toàn vẹn, nên năm Vĩnh Bình thứ 16 (73), Lưu Trang phái Đậu Cố cùng Cảnh Bỉnh chinh phạt Bắc Hung Nô. Sau khi đến Thiên Sơn, Đậu Cố và Cảm Bỉnh đồn trú tại Lương Châu (nay thuộc Vũ Uy, Cam Túc), rồi liên minh với các dân tộc như Nam Hung Nô, Ô Hoàn, Tiên Ty xuất quân tấn công Bắc Hung Nô, liên tiếp giành thắng lợi. Chính quyền của Hô Diễn vương (呼衍王). Nhân đó, Đậu-Cảnh hai vị tướng quân còn đánh đến Xa Sư quốc (車師國), khiến Quốc vương đầu hàng.
Từ năm Kiến Thủy Quốc nguyên niên (9) của nhà Tân đến nay, qua 65 năm, cuối cùng nhà Hán đã khôi phục lại sự liên kết giữa Trung nguyên và Tây Vực. Lưu Trang phái Ban Siêu đi sứ Tây Vực, tuyên truyền chính sách Tây Vực của nhà Hán, để các quốc gia Tây Vực quy thuận nhà Hán. Ban Siêu dẫn 26 người đến Thiện Thiện quốc (鄯善國), tiêu diệt tàn dư Bắc Hung Nô, còn thiết lập lại Tây Vực đô hộ (西域都護). Theo sự điều lệnh của Ban Siêu, các quốc gia Tây Vực phải thần phục, nếu không Ban Siêu sẽ dùng đại quân đội tập kích bất kỳ thành quốc nào không tuân phục.
Thời đại của Lưu Trang, đã tiêu diệt Bắc Hung Nô, tiến đến từng bước hoàn thành việc khống chế Tây Vực của nhà Hán.

### Tôn giáo
Lưu Trang tôn trọng Nho giáo, ông cho mở trường Thái học dạy con em quý tộc và tự mình giảng sách cho thái tử Lưu Đát và các thân vương. Ông cũng thường tế lễ Khổng Tử và 72 vị tiên hiền đất Lỗ. Bên cạnh đó, Phật giáo bắt đầu du nhập vào Trung Quốc cũng trong thời kỳ này.
Nói về sự kiện Phật giáo được truyền vào Trung Quốc, có một ý kiến mà xưa nay các sử gia thường công nhận, đó là "Vua Minh Đế nhà Hán nằm mơ, Phật giáo bắt đầu truyền vào Trung Quốc" (Hán Minh cảm mộng, sơ truyền kỳ đạo - Cao Tăng truyện). Các bộ Quốc sử và lịch sử Phật giáo Trung Hoa đều cho rằng khi Lưu Trang nằm mơ thấy một người thân bằng vàng ròng, thân hình tỏa sáng rực rỡ và bay khắp cung điện; rồi sai người đi cầu Pháp, là lúc đạo Phật bắt đầu truyền vào Trung Quốc. Theo Lý hoặc luận, ...Sáng ra, hỏi khắp quần thần, đấy là vị thần tiên nào? Có vị quan Thông nhân tên Phó Nghị tâu: "Thần nghe, bên nước Thiên Trúc có một người tu hành đắc Đạo, gọi là Phật. Vị ấy có thể bay trong hư không, toàn thân tỏa ra ánh sáng rực rỡ. Có lẽ ấy là vị thần trong mơ"....
Nghe thế, Lưu Trang chợt tỉnh ngộ, rồi sai Sái Âm, Trương Khiên, Vương Tuân, Tần Cảnh, v.v... tổng cộng 12 người sang tận Tây Trúc mang tượng Đức Phật Thích Ca Mâu Ni và Kinh sách về. Ông cho dựng chùa Bạch Mã ở kinh đô để đặt tượng, Kinh và thờ Phật và mời hai vị cao Tăng từ Tây Trúc đến hành lễ. Chùa Bạch Mã là ngôi Chùa đầu tiên ở Trung Quốc. Tuy Đạo Phật được tôn sùng, đạo Nho vẫn có vai trò lớn trong xã hội.

## Qua đời
Năm Vĩnh Bình thứ 18 (75), ngày 6 tháng 8 (tức ngày 5 tháng 9 dương lịch), Lưu Trang băng hà tại Đông Cung ở Lạc Dương, hưởng dương 47 tuổi. Ông được tôn miếu hiệu là Hiển Tông (顯宗), thụy hiệu là Hiếu Minh hoàng đế (孝明皇帝), táng tại Hiển Tiết lăng (顯節陵; nay nằm ở phía đông nam quận Mạnh Tân, thành phố Lạc Dương, tỉnh Hà Nam, Trung Quốc).
Trong thời gian 18 năm ở ngôi, ông sử dùng 2 niên hiệu là:
- Kiến Vũ Trung Nguyên (建武中元 57) [16]
- Vĩnh Bình (永平 58 - 75).

Hán Minh Đế có 20 người con, Thái tử Lưu Đát năm đó 18 tuổi lên ngôi, tức là Hán Chương Đế.

## Gia quyến
- Thân phụ: Hán Quang Vũ Đế Lưu Tú.
- Thân mẫu: Quang Liệt hoàng hậu Âm Lệ Hoa. Khi Minh Đế lên ngôi, tôn làm Hoàng thái hậu.
- Hậu phi:

| Danh hiệu                     | Tên           | Sinh mất | Quê quán    | Cha mẹ                                               | Ghi chú |
| ----------------------------- | ------------- | -------- | ----------- | ---------------------------------------------------- | --- |
| Minh Đức hoàng hậu (明德皇后) | Mã thị 馬氏   | ? - 79   | Lũng Tây    | Thân phụ Phục Ba tướng quân Mã Viện Thân mẫu Lận thị | Hậu duệ của Triệu Xa của nước Triệu thời Chiến Quốc. Do nhà bị tội, Mã thị được đề nghị đưa vào hậu cung của Đông Cung, được Hoàng thái tử Lưu Trang sủng ái, Âm hoàng hậu yêu quý. Năm Kiến Vũ Trung Nguyên thứ 2 (57), phong làm Quý nhân. Năm Vĩnh Bình thứ 3 (60), lập làm Hoàng hậu. Bà không có con, nhận Lưu Đát là con trai của người em họ Giả quý nhân làm con, yêu thương như con đẻ. Do Lưu Đát được Hoàng hậu nuôi, lấy thân phận Đích tử mà lập làm Hoàng thái tử. Sau Lưu Đát kế vị, tức Hán Chương Đế, tôn Mã hậu làm Hoàng thái hậu. |
| Quý nhân (贵人)               | Giả thị 贾氏  | ? - ?    | Nam Dương   | Có tranh nghị                                        | Xuất thân của Giả thị không được chắc chắn. Chỉ biết bà là [Tiền mẫu tỷ; 前母姊] của Mã hoàng hậu. Chữ "Tiền mẫu tỷ", có thuyết nói là chị gái khác mẹ (con của vợ trước đã mất) của Mã hậu, lại có thuyết nói là chị của mẹ Mã hậu (tức là Lận thị). Dựa theo mộ chí của chị gái Mã hậu là Mã Khương (馬姜), nói Mã Khương là vợ của Giả Vũ Trọng (贾武仲) - con trai thứ năm của Giao Đông hầu Giả Phục (贾复). Bà nhập cung phong làm Quý nhân. Sinh Hán Chương Đế cùng Bình Dương công chúa Lưu Nô rồi qua đời.                                   |
| Quý nhân (贵人)               | Âm thị 陰氏   | ? - ?    | Nam Dương   | Không rõ                                             | Âm thị người Nam Dương, trong tộc của Quang Liệt Âm hoàng hậu. Được Hán Minh Đế sủng ái, sinh Lương Tiết vương Lưu Sướng. |
| Quý nhân (贵人)               | Tần thị 秦氏  | ? - ?    | Phù Phong   | Không rõ                                             | Em gái của Tần Bành (秦彭), được Hán Minh Đế sủng ái nhất. |
| Quý nhân (贵人)               | Diêm thị 閻氏 | ? - ?    | Huỳnh Dương | Không rõ                                             | Em gái Thượng thư Diêm Chương (阎章). |
| Quý nhân (贵人)               | Diêm thị 閻氏 | ? - ?    | Huỳnh Dương | Không rõ                                             | Em gái Thượng thư Diêm Chương. |

### Hậu duệ
| #        | Danh hiệu                          | Tên                    | Sinh | Mất                       | Mẹ           | Ghi chú |
| -------- | ---------------------------------- | ---------------------- | ---- | ------------------------- | ------------ | --- |
| Hoàng tử |                                    |                        |      |                           |              | |
| 1        | Thiên Thừa Ai vương (千乘哀王)     | Lưu Kiến 劉建          | ?    | 61 Vĩnh Bình thứ 4        | Không rõ     | Năm Vĩnh Bình thứ 3 (60), thụ phong Thiên Thừa vương (千乘王). Sang năm liền qua đời. |
| 2        | Trần Kính vương (陈敬王)           | Lưu Tiện 劉羨          | ?    | 11 tháng 1, 97            | Không rõ     | Năm Vĩnh Bình thứ 3 (60), sơ phong Quảng Bình vương (廣平王), năm Kiến Sơ thứ 3 (78) hồi quốc. Không đành lòng ly biệt, lại cho lưu kinh sư. Năm Kiến Sơ thứ 7 (82) cải phong thành Tây Bình vương (西平王), thực ấp 8 huyện ở quận Nhữ Nam. Khi Hán Chương Đế băng, cải thành Trần vương (陳王), đất phong ở quận Hoài Dương. Lưu Tiện bác thiệp kinh thư, có uy nghiêm, thường cùng chư Nho ở Bạch Hổ điện bàn luận. Mất ngày 7 tháng 12 (âm lịch) năm Vĩnh Nguyên thứ 8 (96).                                                                |
| 3        | Bành Thành Tĩnh vương (彭城靖王)   | Lưu Cung 劉恭          | ?    | 20 tháng 12, 112          | Không rõ     | Năm Vĩnh Bình thứ 9 (66), phong Linh Thọ vương (靈壽王), năm thứ 15 (72) cải phong Cự Lộc vương (巨鹿王). Sang năm Kiến Sơ thứ 3 (78), cải phong Giang Lăng vương (江陵王), lấy Năm quận làm đất phong. Năm Nguyên Hòa thứ 2 (85), cải phong Lục An vương (六安王), lấy quận Lư Giang làm đất phong. Khi Hán Chương Đế băng, cải thành Bành Thành vương (彭城王), lấy Sở quận làm đất phong, cùng năm hồi quốc. Ông nổi tiếng ôn hòa cẩn trọng, rất được dân chúng yêu quý. Mất ngày 9 tháng 11 (âm lịch) năm Nguyên Sơ thứ 4 (112).            |
| 4        | Nhạc Thành Tĩnh vương (樂成靖王)   | Lưu Đảng 劉黨          | 58   | 91                        | Không rõ     | Năm Vĩnh Bình thứ 9 (66), phong Trọng Hi vương (重熹王), năm thứ 15 (72) cải phong Nhạc Thành vương (樂成王). Đất phong gồm huyện Du và Quan Tân ở quận Thanh Hà, huyện Đông Quang và Thành Bình của quận Bột Hải, huyện Trung Thủy, Nhiêu Dương, An Bình cùng Nam Thâm Trạch của quận Trác, cộng 8 huyện. Ông sinh cùng năm với Hán Chương Đế, thân thiết như anh em, lại giỏi Sử thi, hỉ chính văn tự. Khi Chương Đế băng thệ, về đất phong.                                                                                                  |
| 5        | Hiếu Chương hoàng đế (孝章皇帝)    | Lưu Đát 劉炟           | 58   | 9 tháng 4, 88             | Giả quý nhân | Mẹ là Quý nhân Giả thị sinh xong, không lâu sau thì qua đời, Lưu Đát từ nhỏ được Mã Quý nhân nuôi dưỡng. Năm Vĩnh Bình thứ 3 (60), Mã Quý nhân được lập làm Hoàng hậu. Lưu Đát do thân phận Đích tử cũng được lập làm Hoàng thái tử. |
| 6        | Hạ Bì Huệ vương (下邳惠王)         | Lưu Diễn 劉衍          | ?    | 126 Vĩnh Kiến nguyên niên | Không rõ     | Năm Vĩnh Bình thứ 15 (72) thụ phong Hạ Bì vương (下邳王). Lấy các huyện của hai quận Lâm Hoài cùng quận Cửu Giang là huyện Chung Ly, Đương Đồ, Đông Thành, Lịch Dương, Toàn Tiêu lập thành Hạ Bì quốc. Lưu Diễn có dung mạo khôi ngô, bát diện linh lung, hay dự cùng Hán Chương Đế chuyện chính sự. |
| 7        | Lương Tiết vương (樑節王)          | Lưu Sướng 劉暢         | ?    | 30 tháng 11, 98           | Âm Quý nhân  | Năm Vĩnh Bình thứ 15 (72) phong làm Nhữ Nam vương (汝南王). Năm Kiến Sơ thứ 4 (79), cải phong Lương vương (梁王). Do mẹ là Âm Quý nhân thụ sủng, Lưu Sướng rất được Hán Minh Đế yêu thích, đất phong rất to, gồm hai huyện Yển và Ninh Lăng của quận Trần Lưu, huyện Bạc, Đan Phụ, Kỷ Thị cùng Lục Vũ của quận Tế Âm. Thời Hán Hòa Đế, nhũ mẫu nói Lưu Sướng có tướng Thiên tử, đại hỉ. Sau, Dự Châu Thứ sử cùng Lương tướng hạch tội lên Hòa Đế, tước đi hai huyện Đan Phụ cùng Lục Vũ. Mất ngày 19 tháng 10 (âm lịch) năm Vĩnh Nguyên thứ 10. |
| 8        | Hoài Dương Khoảnh vương (淮暘頃王) | Lưu Bỉnh 劉昞          | ?    | 2 tháng 9, 87             | Không rõ     | Năm Vĩnh Bình thứ 15 (72) phong làm Thường Sơn vương (常山王). Năm Kiến Sơ thứ 4 (79), cải phong Hoài Dương vương (淮暘王). Lấy huyện Tân An cùng Tây Hoa của quận Nhữ Nam làm Hoài Dương quốc. Mất ngày 17 tháng 7 (âm lịch) năm Chương Hòa nguyên niên. |
| 9        | Tế Âm Điệu vương (濟陰悼王)        | Lưu Trường 劉長        | ?    | 10 tháng 3, 85            | Không rõ     | Năm Vĩnh Bình thứ 15 (72), thụ phong Tế Âm vương (濟陰王). Đất phong gồm huyện Ly Hồ của Đông quận cùng huyện Trường Viên của quận Trần Lưu. Mất ngày 15 tháng 1 (âm lịch) năm Kiến Sơ thứ 9 tại kinh sư. Chưa từng về đất phong. |
|          | Hoàng nữ                           |                        |      |                           |              | |
| 1        | Hoạch Gia công chúa (获嘉公主)     | Lưu Cơ 劉姬            | ?    | ?                         | Không rõ     | Năm Vĩnh Bình thứ 2 (59) thụ phong. Thời Hán Chương Đế được gia phong làm Trưởng công chúa. Hạ giá Dương Ấp hầu Phùng Trụ (馮柱). Con trai của công chúa là Phùng Thạch (馮石) làm Thái phó thời Lưu Ý. |
| 2        | Bình Dương công chúa (平暘公主)    | Lưu Nô 劉奴            | ?    | ?                         | Giả quý nhân | Năm Vĩnh Bình thứ 3 (60), thụ tước. Hạ giá Đại hồng lư Phùng Thuận (馮順). Về sau chất nữ là Bình An công chúa Lưu Vương hạ giá lấy con trai lớn của chồng bà là Phùng Do (馮由). |
| 3        | Long Lư công chúa (隆虑公主)       | Lưu Nghênh 劉迎        | ?    | ?                         | Không rõ     | Năm Vĩnh Bình thứ 3 (60) thụ tước, hạ giá Mưu Bình hầu Cảnh Tập (耿袭), con trai đại thần Cảnh Thư (耿舒). |
| 4        | Bình Thị công chúa (平氏公主)      | Lưu Thứ 劉次           | ?    | ?                         | Không rõ     | Năm Vĩnh Bình thứ 3 (60) thụ tước. Không ghi rõ xuất giá cho ai. |
| 5        | Thẩm Thủy công chúa (沁水公主)     | Lưu Trí 劉緻           | ?    | ?                         | Không rõ     | Năm Vĩnh Bình thứ 3 (60) thụ tước, hạ giá Cao Mật hầu Đặng Can (邓乾) - là cháu nội của Thái phó Cao Mật Nguyên hầu Đặng Vũ. |
| 6        | Bình Cao công chúa (平皋公主)      | Lưu Tiểu Cơ 劉小姬     | ?    | ?                         | Không rõ     | Năm Vĩnh Bình thứ 12 (69) thụ tước, hạ giá Xương An hầu Đặng Phiền (邓蕃) - là cháu nội của Thái phó Cao Mật Nguyên hầu Đặng Vũ. |
| 7        | Tuấn Nghi công chúa (浚儀公主)     | Lưu Trọng 劉仲         | ?    | ?                         | Không rõ     | Năm Vĩnh Bình thứ 17 (74) thụ tước, hạ giá Hoàng môn Thị lang Vương Độ (王度). |
| 8        | Vũ An công chúa (武安公主)         | Lưu Huệ 劉惠           | ?    | ?                         | Không rõ     | Năm Vĩnh Bình thứ 17 (74) thụ tước. Hạ giá Hoàng môn Thị lang Lai Lăng (来棱) - Thế tử của Chinh Khương hầu Lai Bao (来褒). Thời Hán An Đế được thụ phong Trưởng công chúa. Khi ấy, con trai bà là Lai Lịch (来历) can gián phế Thái tử nên bị tước chức. Khi Thái tử (Hán Thuận Đế) lên ngôi, phong làm Xa Kị tướng quân. Công chúa qua đời dưới thời Hán Thuận Đế. |
| 9        | Lỗ Dương công chúa (魯暘公主)      | Lưu Thần 劉臣          | ?    | ?                         | Không rõ     | Năm Kiến Sơ nguyên niên (76) thụ tước. Không ghi rõ xuất giá cho ai. |
| 10       | Nhạc Bình công chúa (樂平公主)     | Lưu Tiểu Nghênh 劉小迎 | ?    | ?                         | Không rõ     | Năm Kiến Sơ nguyên niên (76) thụ tước. Không ghi rõ xuất giá cho ai. |
| 11       | Thành An công chúa (成安公主)      | Lưu Tiểu Dân 劉小民    | ?    | ?                         | Không rõ     | Năm Kiến Sơ nguyên niên (76) thụ tước. Không ghi rõ xuất giá cho ai. |